# Road Wars
Road Wars var en brittisk TV-serie på Sky 1 som sändes mellan 2003 och 2010. Programmet producerades av Raw Cut TV och berättarrösten var Lee Boardman förutom de åtta sista avsnitten av serien som hade Claire Goose som berättarröst. 

## Programmet
Under säsong 1-6 följde programmet fjorton av medlemmarna från trafikpoliserna i Thames Valley i deras vardag. Under sista säsongen följde man istället trafikpoliserna och hundpatrullen i Devon och Cornwall. Programmet innehåller också klipp från trafiksituationer med polisen i USA. Det gjordes fyra specialavsnitt vara två handlade om poliserna då det åkte på en studieresa till USA som sändes under 2005. De två andra handlade om brotten under julen. Det finns också tre stycken klippavsnitt som innehåller de bästa från serien.